# Facultad de Farmacia y Bioquímica (Universidad de Buenos Aires)
La Facultad de Farmacia y Bioquímica es una de las trece facultades que conforman la Universidad de Buenos Aires. Se dictan en ella 5 carreras. Fue creada en el año 1957, como desprendimiento de la Facultad de Medicina. Su sede se encuentra en la calle Junín 956, Recoleta.

## Carreras de grado
- Bioquímica
- Farmacia
- Licenciatura en Ciencia y Tecnología de Alimentos
- Tecnicatura Universitaria en Óptica y Contactología
- Tecnicatura Universitaria en Medicina Nuclear
- Tecnicatura Universitaria en Gestión Integral de Bioterios

## Maestrías
- Maestría en Biotecnología
- Maestría en Biología Molecular Médica
- Maestría en Ciencias Biomédicas
- Maestría en Salud Pública
- Maestría en Bromatología y Tecnología de la Industrialización de Alimento
- Maestría en Ciencia reguladora de productos para la salud